# Et avec Maggie ça fait trois
Et avec Maggie ça fait trois (en France) ou Et de trois pour Maggie (au Québec) (And Maggie Makes Three) est le 13e épisode de la saison 6 de la série télévisée d'animation Les Simpson.

## Synopsis
Les Simpson feuillettent l'album de famille et aucune photo de Maggie ne s'y trouve. Les enfants s'en étonnent. Du coup, Homer raconte : « Nous sommes en 1987 et cela fait sept ans que je travaille à la centrale nucléaire pour éponger mes dettes. Et enfin, elles sont épongées. Je démissionne donc et commence le travail que j'ai toujours rêvé de faire : barman au « bowling ». Mais Marge tombe enceinte et je suis obligé de retravailler à la centrale. Toutes les photos de Maggie sont à mon bureau pour que quand je me dis que j'en ai marre de travailler ici, je me souvienne pour qui je le fais. »
On découvre en effet à la fin de l'épisode que la plupart des photos de Maggie servent à couvrir une « plaque de démotivation » dans le bureau d'Homer, sur laquelle il est écrit « Don't forget, you're here forever » (« Ne l'oubliez pas, vous êtes ici pour toujours ») ; les photos qui cachent la plupart des lettres remplacent ce message par la phrase : « Do it for her. » (« Fais-le pour elle. »).